# 巷野悟郎
巷野 悟郎（こうの ごろう、1921年2月12日 - 2017年2月2日）は、日本の小児科医。
栃木県足利市生まれ。1944年東京帝国大学医学部卒業。1953年「乳児ヒポプラジーの研究」で東京大学医学博士。東京大学医学部小児科、厚生省児童局母子衛生課技官、東京都立八王子乳児院長、市立札幌病院小児科医長、東京都立駒込病院小児科医長、副院長、東京都立府中病院長、東京家政大学教授。聖徳大学児童学科教授、こどもの城・小児保健クリニック院長。日本保育園保健協議会会長。日本母性保護協会先天異常調査委員会。全国ベビーシッター協会会長。
NHKラジオでの電話による育児相談でも知られる。筋拘縮症は乱注射による医原病であると報告した。

## 著書
- 『危ない育児常識 母親に自信をつける本』ベストセラーズ 1971
- 『赤ちゃんの食べもの 新生児から幼児期まで』ひかりのくに コレクション・ファミリエ 1974
- 『育児常識のウソ 正しい育児の方法』ベストセラーズ ワニの本 ツイン・シリーズ 1974
- 『小児の急患をどう診るか』金原出版 金原医学新書 1976
- 『ラクラク育児秘訣集 不安をなくす73のポイント』いんなあとりっぷ社 インナー・ブックス 1976
- 『日常小児診療図譜』医学図書出版 1977
- 『図解パパとママの安心育児読本』主婦と生活社 1979
- 『園内での病気とけが こんなときどうする』チャイルド本社 1981
- 『赤ちゃんの暮らしと育児』婦人生活社 ベビーエイジ赤ちゃんシリーズ　1982
- 『3歳からの親子関係をつくる躾け』青春出版社プレイブックス　1982
- 『小児科相談室 正しい育児の知識を教える』同文書院 1982
- 『丈夫に育てる育児の本 いちばん大事な0歳から3歳まで』西東社 1982
- 『わが子の健康チェックポイント119』フレーベル館 1984
- 『子育てに迷ったとき読む本 体の躾も百点満点!』開隆堂出版 1985
- 『巷野先生の育児相談 0～3歳児』文研出版 1988 さわやかママの育児ブック
- 『ヤングママの育児ガイド Baby index』同文書院 1989
- 『乳幼児の健康判断 見て聞いてさわってわかる』鈴木出版 1990
- 『いかがですかあなたの赤ちゃん NHKラジオ「ヤングママ子育て相談」とその後』リヨン社 1993
- 『楽しい子育て 巷野悟郎の赤ちゃん相談室』健学社 1995
- 『巷野悟郎のい・ま・ど・き安心育児』ベネッセコーポレーション たまひよブックス　1996
- 『コーノ先生の子育ては自然にかえれ』泉書房 1998
- 『赤ちゃんが書かせてくれた 小児科医からママへの手紙』赤ちゃんとママ社 2001
- 『子どもの健康を考える 保育に必要な小児保健の基礎知識』フレーベル館 21世紀保育ブックス 2003
- 『こころがホッとするnew育児法 お母さんの不安が消える本!』講談社 2005
- 『育児考現学』診断と治療社 2013

### 共編著
- 『こちら小児科』塙賢二,山本高治郎共著 文芸春秋 文春実用百科 1967
- 『小児診療百科』嶋田和正共編 医学書院 1970
- 『育児のポイント12カ月』塙賢二,山本高治郎共著 婦人生活社 1972
- 『母子保健指導の展開』真田幸一共著 メヂカルフレンド社 1974
- 『保育技術事典』角尾稔、辰見敏夫、西野脩、友松諦造、森重敏共編集 同文書院 1980
- 『絵でみる子ども救急百科 いざという時の応急処置と看護』小松邦彦共著 グロビュー社 グリーンヘルスブックス　1982
- 『小児保健』今村栄一共編著 診断と治療社 1985
- 『保育のための救急傷病看護ハンドブック』鈴木政次郎・日名子太郎他共編 同文書院 1986
- 『0・1・2歳児のクラス運営』星美智子、荒井洌共編著 ひかりのくに 1990 年齢別クラス運営
- 『乳幼児からの食事学 心とからだを育てる』足立己幸共編 有斐閣選書 1991
- 『乳幼児の心とからだ』編 中央法規出版 1991 保育者のための乳幼児保育シリーズ
- 『育児の原点を考える 保健医療のあり方』平山宗宏共編 日本小児保健協会 1992 小児保健シリーズ
- 『保育の中の保健 幼稚園・保育所での保健指導の理論と実践』高橋悦二郎共編著 萌文書林 1993
- 『新・小児保健』今村栄一共編著 診断と治療社 1997
- 『赤ちゃんあそぼ! 0～2歳のふれあいあそび』植松紀子共著 赤ちゃんとママ社 2002
- 『0歳児・1歳児・2歳児のための乳児保育』植松紀子共編著 光生館 2004
- 『子どもの保健 理論と実際』岩田力,前澤眞理子共編著 同文書院 2011 保育・教育ネオシリーズ
- 『子どもの保健』編 診断と治療社 2011
- 『乳児保育 0歳児・1歳児・2歳児』植松紀子共編著 光生館 2012
- 『保育者のためのハンドブック SOSに気づく早めの支援』植松紀子共編著 光生館 2013

## 参考
- [ISBN 978-4-332-51048-2]
- 『現代日本人名録』2002年